# San Antonio Oeste
San Antonio Oeste je hlavním městem departementu San Antonio v argentinské provincii Rio Negro. Leží na pobřeží Atlantiku v zálivu Golfo San Matías.

## Členění
Město je rozděleno do tří částí:
- Vlastní San Antonio Oeste (13 753 obyvatel)
- Přístav Puerto San Antonio Este na protější straně zálivu (280 obyvatel)
- Lázeňské město Las Grutas, sedm kilometrů jihozápadně (2741 obyvatel)

Tyto tři části jsou samostatná sídla, administrativně jsou však pod správou San Antonio Oeste. Zbylí obyvatelé žijí na venkově.
Další část, která ale nemá status města, je okolí křižovatky Ruta Nacional vzdálené 3,3 kilometrů severně od centra, kde se nachází několik podniků služeb pro cestující (čerpací stanice, gastronomická zařízení, dílny a místa pro odpočinek a zábavu).